# Seznam cerkva v Sloveniji
Seznam cerkva v Sloveniji je krovni seznam. V posameznih seznamih se nahajajo cerkve, razvrščene po patrociniju (posvetitvi). Zaradi sistematičnosti seznama so na podstraneh zabeležene samo rimskokatoliške cerkve, ki jim je poleg podatka o naselju dodan še podatek o župniji in škofiji. Poleg tega so vsi Jezusovi in Marijini patrociniji ločeno zbrani na posamičnima podstranema (glej črki J in M). Cerkve manjšinskih veroizpovedi so navedene nižje spodaj na tej strani.
|  | Seznam cerkva: A B C Č D E F G H I J K L M N O P R S Š T U V W Z Ž |

## Patrociniji rimskokatoliških cerkva
- V oklepajih so navedena alternativna imena posameznih patrocinijev, kakor se pojavljajo pri nekaterih cerkvah.
- Za razvrstitev po abecednem redu kliknite na ikono s puščicama v zgornjem desnem delu stolpca.
- Število cerkva se nanaša na trenutno število vnosov v posamezni tabeli na podstrani. Čeprav bi naj bila večina cerkva zabeleženih, obstaja precejšnja verjetnost, da manjše število cerkva še ni vključenih v seznam.
- Glavni viri podatkov: Rkd.situla.org, Naizletu.si.

| Opredelitev                               | Patrocinij | God           | Cerkve |
| ----------------------------------------- | --- | ------------- | ------ |
| Posvečeni Bogu                            | Duh | premični      | 048    |
| Posvečeni Bogu                            | Trojica (Presveta Trojica)                                                                                        | premični      | 052    |
| Posvečeni Bogu                            | Posvečeni Jezusu Kristusu                                                                                         |               | 022    |
| Posvečeni Bogu                            | Bičani Zveličar                                                                                                   |               | 001    |
| Posvečeni Bogu                            | Glej človek |               | 001    |
| Posvečeni Bogu                            | Gospodov vnebohod                                                                                                 | premični      | 001    |
| Posvečeni Bogu                            | Jezusova spremenitev na gori                                                                                      | 6. avgust     | 001    |
| Posvečeni Bogu                            | Jezusovo vstajenje (Gospodovo vstajenje, Vstali Jezus, Vstali Odrešenik)                                          | premični      | 003    |
| Posvečeni Bogu                            | Kristus Kralj | premični      | 002    |
| Posvečeni Bogu                            | Kristus Odrešenik (Božji Odrešenik, Božji Zveličar)                                                               | premični      | 003    |
| Posvečeni Bogu                            | Kristusovo učlovečenje                                                                                            |               | 001    |
| Posvečeni Bogu                            | Rešnje telo in kri (sv. Rešnje Telo)                                                                              | premični      | 003    |
| Posvečeni Bogu                            | Srce Jezusovo (Presveto Srce Jezusovo)                                                                            | premični      | 006    |
| Angeli                                    | Angeli varuhi | 2. oktober    | 002    |
| Angeli                                    | Gabrijel | 29. september | 002    |
| Angeli                                    | Mihael | 29. september | 063    |
| Svetopisemske osebe Stare zaveze          | Danijel | 21. julij     | 010    |
| Svetopisemske osebe Stare zaveze          | Elija | 20. julij     | 003    |
| Svetopisemske osebe Stare zaveze          | Job | 10. maj       | 001    |
| Svetopisemske osebe Nove zaveze           | Posvečeni Mariji                                                                                                  |               | 318    |
| Svetopisemske osebe Nove zaveze           | Čenstohovska Mati Božja                                                                                           | 26. avgust    | 001    |
| Svetopisemske osebe Nove zaveze           | Čudodelna Mati Božja                                                                                              |               | 001    |
| Svetopisemske osebe Nove zaveze           | Karmelska Mati Božja                                                                                              | 16. julij     | 012    |
| Svetopisemske osebe Nove zaveze           | Loretska Mati Božja (Marija Loretska)                                                                             |               | 004    |
| Svetopisemske osebe Nove zaveze           | Lurška Mati Božja                                                                                                 | 11. februar   | 006    |
| Svetopisemske osebe Nove zaveze           | Marija Kraljica angelov                                                                                           |               | 001    |
| Svetopisemske osebe Nove zaveze           | Marija Kraljica miru                                                                                              | 9. julij      | 001    |
| Svetopisemske osebe Nove zaveze           | Marija Mati Cerkve                                                                                                |               | 002    |
| Svetopisemske osebe Nove zaveze           | Marija Pomočnica kristjanov                                                                                       | 24. maj       | 018    |
| Svetopisemske osebe Nove zaveze           | Marija Pribežališče grešnikov                                                                                     |               | 001    |
| Svetopisemske osebe Nove zaveze           | Marija Snežna | 5. avgust     | 016    |
| Svetopisemske osebe Nove zaveze           | Marija Tolažnica (Devica Marija Tolažnica žalostnih)                                                              |               | 007    |
| Svetopisemske osebe Nove zaveze           | Marija Zvezda |               | 001    |
| Svetopisemske osebe Nove zaveze           | Marijina in Jožefova zaroka (Marijina zaroka)                                                                     |               | 002    |
| Svetopisemske osebe Nove zaveze           | Marijino brezmadežno spočetje (Brezmadežno spočetje Device Marije, Brezmadežna Devica Marija, Marija Brezmadežna) | 8. december   | 011    |
| Svetopisemske osebe Nove zaveze           | Marijino Brezmadežno Srce (Brezmadežno Srce Marijino)                                                             | premični      | 003    |
| Svetopisemske osebe Nove zaveze           | Marijino darovanje (Gospodovo darovanje)                                                                          |               | 002    |
| Svetopisemske osebe Nove zaveze           | Marijino ime (Ime Marijino)                                                                                       | 12. september | 010    |
| Svetopisemske osebe Nove zaveze           | Marijino obiskanje (Obiskanje Device Marije)                                                                      | 31. maj       | 009    |
| Svetopisemske osebe Nove zaveze           | Marijino oznanjenje (Gospodovo oznanjenje Mariji, Oznanjenje Devici Mariji)                                       | 25. marec     | 010    |
| Svetopisemske osebe Nove zaveze           | Marijino rojstvo (Rojstvo Device Marije)                                                                          | 8. september  | 021    |
| Svetopisemske osebe Nove zaveze           | Marijino vnebovzetje (Marija Vnebovzeta, Vnebovzetje Device Marije)                                               | 15. avgust    | 107    |
| Svetopisemske osebe Nove zaveze           | Mati Božja (Devica Marija, sv. Marija)                                                                            | 1. januar     | 017    |
| Svetopisemske osebe Nove zaveze           | Mati Božja od zdravja (Marija od zdravja)                                                                         |               | 002    |
| Svetopisemske osebe Nove zaveze           | Mati Dobrega sveta (Marija Mati dobrega sveta)                                                                    | 26. april     | 003    |
| Svetopisemske osebe Nove zaveze           | Mati Usmiljenja (Marija Mati milosti, Marija Mati usmiljenja)                                                     | 25. januar    | 003    |
| Svetopisemske osebe Nove zaveze           | Naša ljuba Gospa presvetega Srca Jezusovega                                                                       |               | 001    |
| Svetopisemske osebe Nove zaveze           | Rožnovenska Mati Božja (Marija Kraljica sv. rožnega venca, Devica Marija Rožnovenska, Rožnovenska kraljica)       | 7. oktober    | 013    |
| Svetopisemske osebe Nove zaveze           | Žalostna Mati Božja (Marija sedem žalosti)                                                                        | 15. september | 033    |
| Svetopisemske osebe Nove zaveze           | Nadaljevanje |               |        |
| Svetopisemske osebe Nove zaveze           | Ana | 26. julij     | 055    |
| Svetopisemske osebe Nove zaveze           | Andrej | 30. november  | 049    |
| Svetopisemske osebe Nove zaveze           | Družina | 30. december  | 007    |
| Svetopisemske osebe Nove zaveze           | Filip in Jakob | 3. maj        | 008    |
| Svetopisemske osebe Nove zaveze           | Jakob | 25. julij     | 067    |
| Svetopisemske osebe Nove zaveze           | Janez Evangelist                                                                                                  | 27. december  | 015    |
| Svetopisemske osebe Nove zaveze           | Janez Krstnik | 29. avgust    | 085    |
| Svetopisemske osebe Nove zaveze           | Jernej | 24. avgust    | 029    |
| Svetopisemske osebe Nove zaveze           | Joahim | 26. julij     | 002    |
| Svetopisemske osebe Nove zaveze           | Jožef | 19. marec     | 032    |
| Svetopisemske osebe Nove zaveze           | Klemen I. | 23. november  | 005    |
| Svetopisemske osebe Nove zaveze           | Luka | 18. oktober   | 003    |
| Svetopisemske osebe Nove zaveze           | Marija Magdalena (Magdalena)                                                                                      | 22. julij     | 049    |
| Svetopisemske osebe Nove zaveze           | Marko | 25. april     | 012    |
| Svetopisemske osebe Nove zaveze           | Marta iz Betanije                                                                                                 | 29. julij     | 001    |
| Svetopisemske osebe Nove zaveze           | Matej | 21. september | 005    |
| Svetopisemske osebe Nove zaveze           | Matija | 24. februar   | 006    |
| Svetopisemske osebe Nove zaveze           | Pavel (Spreobrnitev sv. Pavla)                                                                                    | 29. junij     | 021    |
| Svetopisemske osebe Nove zaveze           | Peter | 29. junij     | 064    |
| Svetopisemske osebe Nove zaveze           | Peter in Pavel | 29. junij     | 018    |
| Svetopisemske osebe Nove zaveze           | Simon in Juda Tadej                                                                                               | 28. oktober   | 008    |
| Svetopisemske osebe Nove zaveze           | Štefan | 26. december  | 034    |
| Svetopisemske osebe Nove zaveze           | Tomaž | 3. julij      | 034    |
| Svetopisemske osebe Nove zaveze           | Trije kralji | 6. januar     | 012    |
| Antika (rimski svetniki)                  | Agata | 5. februar    | 001    |
| Antika (rimski svetniki)                  | Ahacij (Ahac) | 22. junij     | 010    |
| Antika (rimski svetniki)                  | Ambrož Milanski                                                                                                   | 7. december   | 001    |
| Antika (rimski svetniki)                  | Anastazija Sirmijska                                                                                              | 25. december  | 001    |
| Antika (rimski svetniki)                  | Anton Puščavnik                                                                                                   | 17. januar    | 032    |
| Antika (rimski svetniki)                  | Apolonija | 9. februar    | 001    |
| Antika (rimski svetniki)                  | Avguštin iz Hipona                                                                                                | 28. avgust    | 004    |
| Antika (rimski svetniki)                  | Barbara | 4. december   | 016    |
| Antika (rimski svetniki)                  | Bas iz Nice (Basso)                                                                                               | 5. december   | 001    |
| Antika (rimski svetniki)                  | Blaž | 3. februar    | 002    |
| Antika (rimski svetniki)                  | Boštjan (Sebastijan)                                                                                              | 20. januar    | 008    |
| Antika (rimski svetniki)                  | Brigita Irska (Brida)                                                                                             | 1. februar    | 001    |
| Antika (rimski svetniki)                  | Brikcij iz Toursa (Bric)                                                                                          | 13. november  | 008    |
| Antika (rimski svetniki)                  | Cecilija | 22. november  | 001    |
| Antika (rimski svetniki)                  | Donat iz Arezza                                                                                                   | 7. avgust     | 001    |
| Antika (rimski svetniki)                  | Donat iz Münstereifla                                                                                             | 7. avgust     | 001    |
| Antika (rimski svetniki)                  | Doroteja | 6. februar    | 002    |
| Antika (rimski svetniki)                  | Elij iz Koštabone (Elio)                                                                                          | 18. julij     | 001    |
| Antika (rimski svetniki)                  | Erazem iz Formie                                                                                                  | 2. junij      | 001    |
| Antika (rimski svetniki)                  | Evfemija | 16. september | 001    |
| Antika (rimski svetniki)                  | Fabijan in Boštjan (Fabijan in Sebastjan)                                                                         | 20. januar    | 005    |
| Antika (rimski svetniki)                  | Florijan | 4. maj        | 026    |
| Antika (rimski svetniki)                  | Gervazij in Protazij                                                                                              | 19. junij     | 001    |
| Antika (rimski svetniki)                  | Helena | 18. avgust    | 017    |
| Antika (rimski svetniki)                  | Hieronim (Jeronim)                                                                                                | 30. september | 009    |
| Antika (rimski svetniki)                  | Hilarij in Tacijan                                                                                                | 16. marec     | 001    |
| Antika (rimski svetniki)                  | Janez in Pavel | 26. junij     | 002    |
| Antika (rimski svetniki)                  | Jurij | 23. april     | 075    |
| Antika (rimski svetniki)                  | Just Tržaški | 3. november   | 008    |
| Antika (rimski svetniki)                  | Kancijan (Kancijan in tovariši, Kocijan)                                                                          | 31. maj       | 025    |
| Antika (rimski svetniki)                  | Katarina Aleksandrijska                                                                                           | 25. november  | 032    |
| Antika (rimski svetniki)                  | Kozma in Damijan                                                                                                  | 26. september | 009    |
| Antika (rimski svetniki)                  | Krištof | 25. julij     | 002    |
| Antika (rimski svetniki)                  | Krizogon Oglejski                                                                                                 | 24. november  | 001    |
| Antika (rimski svetniki)                  | Kvirik | 16. junij     | 001    |
| Antika (rimski svetniki)                  | Kvirin | 4. junij      | 001    |
| Antika (rimski svetniki)                  | Lovrenc (Lavrencij)                                                                                               | 10. avgust    | 050    |
| Antika (rimski svetniki)                  | Lucija | 13. december  | 013    |
| Antika (rimski svetniki)                  | Maksimilijan Celjski                                                                                              | 12. avgust    | 001    |
| Antika (rimski svetniki)                  | Marjeta Antiohijska                                                                                               | 20. julij     | 047    |
| Antika (rimski svetniki)                  | Martin iz Toursa                                                                                                  | 11. november  | 081    |
| Antika (rimski svetniki)                  | Maver Poreški | 21. november  | 003    |
| Antika (rimski svetniki)                  | Mavricij | 22. september | 003    |
| Antika (rimski svetniki)                  | Mohor in Fortunat                                                                                                 | 12. julij     | 030    |
| Antika (rimski svetniki)                  | Nazarij Koprski                                                                                                   | 19. junij     | 001    |
| Antika (rimski svetniki)                  | Neža | 21. januar    | 018    |
| Antika (rimski svetniki)                  | Nikolaj iz Mire (Miklavž)                                                                                         | 6. december   | 117    |
| Antika (rimski svetniki)                  | Onufrij Veliki (Onofrij)                                                                                          | 12. junij     | 001    |
| Antika (rimski svetniki)                  | Pankracij | 12. maj       | 006    |
| Antika (rimski svetniki)                  | Pantaleon | 27. julij     | 001    |
| Antika (rimski svetniki)                  | Primož in Felicijan                                                                                               | 9. junij      | 032    |
| Antika (rimski svetniki)                  | Ruf iz Loparja (Jeruf)                                                                                            | 27. julij     | 001    |
| Antika (rimski svetniki)                  | Sikst II. | 3. april      | 001    |
| Antika (rimski svetniki)                  | Silvester I. | 31. december  | 002    |
| Antika (rimski svetniki)                  | Socerb (Servul)                                                                                                   | 24. maj       | 002    |
| Antika (rimski svetniki)                  | Štefan I. | 2. avgust     | 003    |
| Antika (rimski svetniki)                  | Tilen (Egidij, Ilj, Ilij)                                                                                         | 1. september  | 018    |
| Antika (rimski svetniki)                  | Urban I. | 25. maj       | 017    |
| Antika (rimski svetniki)                  | Uršula | 21. oktober   | 012    |
| Antika (rimski svetniki)                  | Valentin | 14. februar   | 005    |
| Antika (rimski svetniki)                  | Vid | 15. junij     | 040    |
| Antika (rimski svetniki)                  | Vincencij iz Zaragoze                                                                                             | 22. januar    | 001    |
| Antika (rimski svetniki)                  | Zenon | 20. december  | 002    |
| Zgodnji srednji vek (od leta 500 do 1000) | Benedikt Nursijski                                                                                                | 11. julij     | 008    |
| Zgodnji srednji vek (od leta 500 do 1000) | Ciril in Metod | 5. julij      | 006    |
| Zgodnji srednji vek (od leta 500 do 1000) | Gregor I. (Gregor Veliki, Gregorij Veliki)                                                                        | 3. september  | 004    |
| Zgodnji srednji vek (od leta 500 do 1000) | Ingenuin in Albuin                                                                                                | 5. februar    | 001    |
| Zgodnji srednji vek (od leta 500 do 1000) | Jedrt Nivelska (Jedert, Gendrca, Jera)                                                                            | 17. marec     | 013    |
| Zgodnji srednji vek (od leta 500 do 1000) | Jošt | 13. december  | 013    |
| Zgodnji srednji vek (od leta 500 do 1000) | Koloman | 13. oktober   | 001    |
| Zgodnji srednji vek (od leta 500 do 1000) | Ladislav I. Ogrski                                                                                                | 27. junij     | 001    |
| Zgodnji srednji vek (od leta 500 do 1000) | Lambert iz Maastrichta                                                                                            | 17. september | 007    |
| Zgodnji srednji vek (od leta 500 do 1000) | Lenart | 6. november   | 060    |
| Zgodnji srednji vek (od leta 500 do 1000) | Leopold III. Babenberški                                                                                          | 15. november  | 001    |
| Zgodnji srednji vek (od leta 500 do 1000) | Modest Koroški | 31. marec     | 001    |
| Zgodnji srednji vek (od leta 500 do 1000) | Osvald Northumbrijski (Ožbolt, Ožbalt)                                                                            | 5. avgust     | 022    |
| Zgodnji srednji vek (od leta 500 do 1000) | Radegunda | 13. avgust    | 007    |
| Zgodnji srednji vek (od leta 500 do 1000) | Rupert Salzburški                                                                                                 | 27. marec     | 007    |
| Zgodnji srednji vek (od leta 500 do 1000) | Saba | 5. december   | 002    |
| Zgodnji srednji vek (od leta 500 do 1000) | Štefan I. Ogrski                                                                                                  | 16. avgust    | 001    |
| Zgodnji srednji vek (od leta 500 do 1000) | Ulrik Augsburški (Urh)                                                                                            | 4. julij      | 039    |
| Zgodnji srednji vek (od leta 500 do 1000) | Valburga | 25. februar   | 001    |
| Zgodnji srednji vek (od leta 500 do 1000) | Venceslav (Venčeslav)                                                                                             | 28. september | 001    |
| Zgodnji srednji vek (od leta 500 do 1000) | Wolfgang Regensburški (Volbenk, Bolfenk)                                                                          | 31. oktober   | 010    |
| Zgodnji srednji vek (od leta 500 do 1000) | Žiga | 1. maj        | 001    |
| Pozni srednji vek (od leta 1000 do 1500)  | Anton Padovanski                                                                                                  | 13. maj       | 024    |
| Pozni srednji vek (od leta 1000 do 1500)  | Brigita Švedska                                                                                                   | 23. julij     | 001    |
| Pozni srednji vek (od leta 1000 do 1500)  | Dominik Guzmán | 8. avgust     | 002    |
| Pozni srednji vek (od leta 1000 do 1500)  | Elizabeta Ogrska                                                                                                  | 17. november  | 005    |
| Pozni srednji vek (od leta 1000 do 1500)  | Ema Krška | 27. junij     | 002    |
| Pozni srednji vek (od leta 1000 do 1500)  | Frančišek Asiški                                                                                                  | 4. oktober    | 006    |
| Pozni srednji vek (od leta 1000 do 1500)  | Gotard iz Hildesheima                                                                                             | 5. maj        | 001    |
| Pozni srednji vek (od leta 1000 do 1500)  | Henrik II. Sveti                                                                                                  | 13. julij     | 002    |
| Pozni srednji vek (od leta 1000 do 1500)  | Janez Nepomuk | 16. maj       | 005    |
| Pozni srednji vek (od leta 1000 do 1500)  | Klara Asiška | 11. avgust    | 001    |
| Pozni srednji vek (od leta 1000 do 1500)  | Kunigunda Luksemburška                                                                                            | 3. marec      | 006    |
| Pozni srednji vek (od leta 1000 do 1500)  | Notburga | 14. september | 002    |
| Pozni srednji vek (od leta 1000 do 1500)  | Rok | 16. avgust    | 030    |
| Pozni srednji vek (od leta 1000 do 1500)  | Rozalija | 4. september  | 004    |
| Pozni srednji vek (od leta 1000 do 1500)  | Ubald Baldassini (Teobald, Tibot)                                                                                 | 16. maj       | 001    |
| Novi vek                                  | Alojzij Gonzaga                                                                                                   | 21. junij     | 001    |
| Novi vek                                  | Frančišek Ksaverij (Frančišek Ksaver)                                                                             | 3. december   | 011    |
| Novi vek                                  | Ignacij Lojolski                                                                                                  | 31. julij     | 001    |
| Novi vek                                  | Jacinta Marescotti (Hijacinta)                                                                                    | 30. januar    | 001    |
| Novi vek                                  | Stanislav Kostka                                                                                                  | 13. november  | 001    |
| 19. stoletje                              | Anton Martin Slomšek                                                                                              | 24. september | 003    |
| 19. stoletje                              | Janez Bosko | 31. januar    | 001    |
| 19. stoletje                              | Terezija Deteta Jezusa                                                                                            | 1. oktober    | 001    |
| 20. stoletje                              | Leopold Mandić | 12. maj       | 001    |
| 20. stoletje                              | Maksimilijan Kolbe                                                                                                | 14. avgust    | 001    |
| Druge osebe                               | Vsi svetniki (Vsi sveti)                                                                                          | 1. november   | 005    |
| Relikvije                                 | Križ (povišanje sv. Križa, najdenje sv. Križa)                                                                    | 14. september | 088    |

### Nekdanji patrociniji
Patrociniji, katerih cerkve več ne obstajajo:
- Apolinarij (cerkev Benediktinskega samostana Ankaran, kasneje prevzela patrocinij Nikolaja iz Mire, danes Hotel Convent)
- Bernardin Sienski (Portorož, danes ruševinska cerkev)
- Filip Neri (Piran)
- Ime Jezusovo (Borovec pri Kočevski Reki, Dolga vas, Svetli Potok)
- Kolumban (Kolomban)
- Marija Kraljica vseh svetnikov (Komarna vas)
- Nedelja (Parecag)
- Odorik (Koper)
- Peregrin (Piran)

## Cerkve manjšinskih veroizpovedi

### Baptistične
- Baptistična cerkev, Ljubljana
- Baptistična cerkev, Murska Sobota
- Cerkev Novo Življenje, Murska Sobota

### Evangeličanske
- Evangeličanska cerkev, Bodonci
- Evangeličanska cerkev, Domanjševci
- Evangeličanska cerkev, Gornji Petrovci
- Evangeličanska cerkev, Gornji Slaveči
- Evangeličanska cerkev, Hodoš
- Evangeličanska cerkev, Križevci
- Evangeličanska cerkev, Lendava
- Evangeličanska cerkev Primoža Trubarja, Ljubljana
- Evangeličanska cerkev, Maribor
- Evangeličanska cerkev, Moravske Toplice
- Evangeličanska cerkev Martina Luthra, Murska Sobota
- Evangeličanska cerkev, Puconci
- Evangeličanska cerkev, Selo

Kapele
- Evangeličanska kapela, Andrejci
- Evangeličanska cerkev, Kupšinci
- Evangeličanska cerkev, Prosenjakovci

Nekdanje cerkve
- Evangeličanska cerkev, Arja vas
- Evangeličanska cerkev, Celje
- Evangeličanska cerkev, Radlje ob Dravi

Nebogoslužne
- Evangeličanska cerkev, Štrihovec (preurejena v stanovanjsko poslopje)

### Grškokatoliške
- Cerkev sv. Cirila in Metoda, Metlika
- Cerkev sv. Svetice, Drage[2]

### Mormonske
Kapele
- Mormonska kapela, Ljubljana

### Pravoslavne
- Cerkev sv. Cirila in Metoda, Ljubljana
- Cerkev sv. Petra in Pavla, Miliči
- Cerkev Usekovanje glave Svetog Jovana Krstitelja, Bojanci

Kapele
- Kapela sv. Vladimirja, Vršič (Ruska kapelica)
- Pravoslavna kapela, Maribor

Nekdanje cerkve
- Cerkev sv. Elije, Brje pri Koprivi
- Cerkev sv. Lazarja, Maribor
- Cerkev sv. Petra, Paunoviči
- Cerkev sv. Save, Celje
- Cerkev sv. Stevana, Marindol

Načrtovane cerkve
- Cerkev sv. Cirila in Metoda, Maribor
- Pravoslavna cerkev Celje
- Pravoslavna cerkev Koper

## Statistika
| Veroizpoved | Cerkve | Patrociniji |
| --- | ------ | ----------- |
| Rimskokatoliška | 2372   | 184         |
| Grškokatoliška | 2      | 2           |
| Evangeličanska | 13     | 2           |
| Pravoslavna | 3      | 3           |
| Skupno | 2390   | 191*        |
| * Skupno število različnih patrocinijev je 188, saj so trije patrociniji – dva pravoslavna in en grškokatoliški – identični rimskokatoliškim patrocinijem. |        |             |

| Škofija       | Cerkve | Delež   |
| ------------- | ------ | ------- |
| Celje         | 323    | 13,6 %  |
| Koper         | 570    | 24,0 %  |
| Ljubljana     | 733    | 30,9 %  |
| Maribor       | 278    | 11,7 %  |
| Murska Sobota | 46     | 1,9 %   |
| Novo mesto    | 422    | 17,8 %  |
| Skupno        | 2372   | 100,0 % |

## Kraji z več cerkvami na enem mestu
V Sloveniji je kar nekaj krajev, na katerih stojita vsaj dve cerkvi skupaj:
- 3: Rosalnice (cerkev Lurške Matere Božje, cerkev Glej človek in cerkev Žalostne Matere Božje)[10]
- 2: Bele Vode (obe cerkvi sv. Križa)
- 2: Črna pri Kamniku (cerkev sv. Petra in cerkev sv. Primoža in Felicijana)[11]
- 2: Dobrina (cerkev sv. Jakoba in cerkev sv. Valentina)
- 2: Dvor pri Polhovem Gradcu (cerkev sv. Nikolaja in cerkev sv. Petra)
- 2: Grosuplje  (obe cerkvi sv. Mihaela)
- 2: Krško (cerkev sv. Janeza Evangelista in cerkev sv. Duha (danes Galerija Krško))
- 2: Leše (cerkev sv. Ane in cerkev sv. Volbenka)
- 2: Ljubljana - Dravlje (cerkev sv. Roka in cerkev Kristusovega učlovečenja)
- 2: Slovenj Gradec (cerkev sv. Elizabete in cerkev sv. Duha)
- 2: Spodnje Tinsko (cerkev Matere Božje in cerkev sv. Ane)
- 2: Srednja vas pri Šenčurju (cerkev sv. Radegunde in cerkev sv. Katarine)
- 2: Sveti Duh na Ostrem vrhu (cerkev sv. Duha in cerkev sv. Avguština)
- 2: Svetina (cerkev Marije Snežne in cerkev sv. Križa)
- 2: Turnišče (obe cerkvi Marijinega vnebovzetja)
- 2: Velika Varnica (cerkev sv. Avguština in cerkev sv. Marije Magdalene)

Cerkev in kapele
- 5: Zagaj (cerkev Marijinega rojstva, kapela Lurške Matere Božje, kapela sv. Jurija, kapela sv. Martina in kapela sv. Boštjana in Fabijana)[12]
- 3: Gradišče (cerkev Marije Sedem žalosti, kapela sv. Ane in kapela sv. Mohorja in Fortunata)[11]
- 2: Celje (stolnica sv. Danijela in kapela sv. Elizabete)
- 2: Motnik (cerkev sv. Jurija in kapela sv. Marije Magdalene)
- 2: Nova Cerkev (cerkev sv. Lenarta in kapela sv. Mihaela)

Glej tudi
- 2: Bučka (cerkev sv. Matije in cerkev sv. Martina 130 metrov stran)
- 2: Velike Brusnice (cerkev sv. Križa in sv. Družine 70 metrov stran)
- 2: Trdinov vrh (cerkev sv. Jere na slovenski strani državne meje in cerkev sv. Elije na hrvaški strani)
- 2: Dobrač na Koroškem v Avstriji (tako imenovana slovenska cerkev in nemška cerkev)